# Campeonato Uruguayo de Primera División "B" 1948
El Campeonato Uruguayo de Segunda División 1948 fue la séptima edición del torneo de segunda categoría profesional del fútbol de Uruguay. No finalizó por huelga de jugadores. No hubo ni ascensos ni descensos.

## Posiciones
| Puesto | Equipo      | Pts | PJ | PG | PE | PP | GF | GC | Dif |
| ------ | ----------- | --- | -- | -- | -- | -- | -- | -- | --- |
| 1º     | Bella Vista | 11  | 7  | 5  | 1  | 1  | 24 | 12 | +12 |
| 2º     | Sud América | 10  | 7  | 5  | 0  | 2  | 18 | 10 | +8  |
| 3º     | Racing      | 10  | 7  | 4  | 2  | 1  | 15 | 8  | +7  |
| 4º     | Progreso    | 9   | 7  | 3  | 3  | 1  | 19 | 14 | +5  |
| 5º     | Miramar     | 7   | 7  | 3  | 1  | 3  | 14 | 11 | +3  |
| 6º     | Artigas     | 5   | 7  | 2  | 1  | 4  | 9  | 19 | -10 |
| 7º     | Canillitas  | 3   | 7  | 0  | 3  | 4  | 8  | 17 | -9  |
| 8º     | Bahía       | 1   | 7  | 0  | 1  | 6  | 8  | 24 | -16 |

## Resultados
| Miramar     | 3-1 | Sud América |
| Progreso    | 3-0 | Artigas     |
| Bella Vista | 3-0 | Bahia       |
| Racing      | 1-0 | Canillitas  |

| Progreso    | 2-2 | Canillitas |
| Sud América | 2-1 | Racing     |
| Bella Vista | 4-1 | Artigas    |
| Miramar     | 5-0 | Bahia      |

| Progreso    | 1-1 | Racing  |
| Sud América | 3-1 | Bahia   |
| Bella Vista | 3-1 | Miramar |
| Canillitas  | 2-2 | Artigas |

| Bella Vista | 4-3 | Sud América |
| Racing      | 6-1 | Artigas     |
| Progreso    | 4-2 | Miramar     |
| Canillitas  | 2-2 | Bahia       |

| Bella Vista | 3-3 | Progreso   |
| Sud América | 3-0 | Canillitas |
| Artigas     | 1-0 | Miramar    |
| Racing      | 2-1 | Bahia      |

| Sud América | 4-1 | Progreso   |
| Bella Vista | 5-1 | Canillitas |
| Racing      | 1-1 | Miramar    |
| Artigas     | 4-2 | Bahia      |

| Racing      | 3-2 | Bella Vista |
| Progreso    | 5-2 | Bahia       |
| Sud América | 2-0 | Artigas     |
| Miramar     | 2-1 | Canillitas  |